# Западнолондонское дерби
Западнолондонское дерби — футбольное лондонское дерби (одно из семи) между двумя любыми командами из четырех: «Брентфорд», «Куинз Парк Рейнджерс», «Фулхэм» и «Челси».
Западнолондонское дерби является менее значительным, чем в другие дерби в английском футболе, в связи с тем, что команды в основном находятся в разных дивизионах. Чаще всего в рамках дерби встречались между собой «Челси» и «Фулхэм» — 88 раз, за которым следует «Брентфорд» и «Куинз Парк Рейнджерс», которые встречались 82 раза. С другой стороны, Манчестерское дерби прошло 192 раза, Северолондонское дерби — 195 раз, а Мерсисайдское дерби — 244 раза
По данным интернет-опроса фанатов в декабре 2003 года, фанаты «Фулхэма» и «Куинз Парк Рейнджерс», отвечая на опрос, говорили, что они считают «Челси» основным соперником. Матч между собой — на втором месте, а матчи против «Брентфорда» на третьем. Фанаты «Брентфорда» считают основным своим соперником «Куинз Парк Рейнджерс», далее на втором месте «Фулхэм» и на третьем «Брайтон энд Хоув Альбион». Болельщики «Челси» в опросе в голосовании не упомянули ни одну команду из этого трио, отвечая на опрос, говорили, что они считают основными соперниками «Арсенал», далее «Тоттенхэм Хотспур» и «Манчестер Юнайтед».
Самое интересное, что в личном историческом мини-турнире ситуация сложилась таким образом, что у всех, кроме «Челси» и «Фулхэма», преимущество в личных встречах небольшое. «Челси» немного опережает «Брентфорд» (потому что мало играли) и «Фулхэм», но не сильно опережает «Куинз Парк Рейнджерс». «Фулхэм» имеет небольшое преимущество над «Брентфордом», но уступает «Куинз Парк Рейнджерс». А «Куинз Парк Рейнджерс» хоть и обходит «Фулхэм», не умеет играть с «Брентфордом».

## «Брентфорд» и «Челси»
Соперничество футбольных клубов «Брентфорд» и «Челси» — футбольное лондонское дерби между командами «Брентфорд» и «Челси». Существует очень мало соперничеств между «Брентфордом» и «Челси», главным образом из-за того, что они были в разных дивизионах на протяжении более 60 лет. Единственный раз, когда два клуба, одновременно находились в Первом дивизионе с 1935 по 1947 год, но, несмотря на то, что оба клуба являются соседями, они никогда не видели себя основными соперниками. «Челси» был в Футбольной лиге в течение длительного периода времени, в отличие от «Брентфорда» и поэтому соперничества его с «Вест Хэм Юнайтед» и «Тоттенхэм Хотспур» являются более приоритетными. В то время как для «Брентфорда» основными соперниками в футболе были «Фулхэм» и «Куинз Парк Рейнджерс». Кроме того, «Брентфорд» соперничал с «Арсеналом» за звание клуба номер один в Лондоне.
Соперничество между клубами началось вскоре после основания «Челси» и вступление его в Футбольную лигу в 1905 году, так как не было других клубов в Западном Лондоне, в том числе «Брентфорд», потерял многих противников и остался единственным профессиональным клубом Футбольной лиги в этом районе. Помимо этого, между «Брентфордом» и «Челси» всегда были неплохие отношения, даже среди их фанатов. В самом деле, в 1970-х многие фанаты «Челси» приходили на «Гриффин Парк», чтобы поддержать этот клуб. Резервная команда «Челси» проводила с 2007 по 2010 год свои игры на «Гриффин Парк», и к тому же между клубами существуют дружественные товарищеские отношения.
«Челси» и «Брентфорд» последний раз встретились в рамках Кубка Англии 7 января 1950 года, тогда «Челси» выиграл у «Брентфорда» в гостях со счетом 1:0.

### Результаты

#### Чемпионат
| Дата           | Стадион      | Результат | Турнир          |
| -------------- | ------------ | --------- | --------------- |
| 28 марта 1936  | Гриффин Парк | 2:1       | Первый дивизион |
| 17 апреля 1937 | Гриффин Парк | 1:0       | Первый дивизион |
| 9 марта 1938   | Гриффин Парк | 1:1       | Первый дивизион |
| 22 ноября 1938 | Гриффин Парк | 1:0       | Первый дивизион |
| 15 марта 1947  | Гриффин Парк | 0:3       | Первый дивизион |

| «Брентфорд» | «Ничья» | «Челси» | «ГЗ» | «ГП» | «±» | «Всего» |
| ----------- | ------- | ------- | ---- | ---- | --- | ------- |
| 3           | 1       | 1       | 5    | 5    | 0   | 5       |

| Дата            | Стадион        | Результат | Турнир          |
| --------------- | -------------- | --------- | --------------- |
| 23 ноября 1935  | Стэмфорд Бридж | 2:1       | Первый дивизион |
| 12 декабря 1936 | Стэмфорд Бридж | 2:1       | Первый дивизион |
| 23 октября 1937 | Стэмфорд Бридж | 2:1       | Первый дивизион |
| 25 февраля 1939 | Стэмфорд Бридж | 1:3       | Первый дивизион |
| 9 ноября 1946   | Стэмфорд Бридж | 3:2       | Первый дивизион |

| «Челси» | «Ничья» | «Брентфорд» | «ГЗ» | «ГП» | «±» | «Всего» |
| ------- | ------- | ----------- | ---- | ---- | --- | ------- |
| 4       | 0       | 1           | 10   | 8    | +2  | 5       |

#### Кубок Футбольной ассоциации
| Дата            | Хозяева   | Счёт | Гости     | Стадион        |
| --------------- | --------- | ---- | --------- | -------------- |
| 7 января 1950   | Брентфорд | 0:1  | Челси     | Гриффин Парк   |
| 27 января 2013  | Брентфорд | 2:2  | Челси     | Гриффин Парк   |
| 17 февраля 2013 | Челси     | 4:0  | Брентфорд | Стэмфорд Бридж |

| «Брентфорд» | «Ничья» | «Челси» | «Всего» |
| ----------- | ------- | ------- | ------- |
| 0           | 1       | 2       | 3       |

#### Общая статистика
| «Брентфорд» | «Ничья» | «Челси» | «Всего» |
| ----------- | ------- | ------- | ------- |
| 4           | 2       | 7       | 13      |

## «Брентфорд» и «Фулхэм»
Соперничество футбольных клубов «Брентфорд» и «Фулхэм» — футбольное лондонское дерби между командами «Брентфорд» и «Фулхэм». «Брентфорд» и «Фулхэм» являются друг другу традиционными и ожесточенными соперниками. Эти два клуба часто конкурировали между с 1920 до 1950-х годов в различных дивизионах Футбольной лиги. Эти игры всегда привлекали толпы болельщиков и часто создавали напряженность на поле, и стадионе. Тем не менее, судьба «Фулхэма» изменилась, и они вышли в Первый дивизион, где находились на протяжении нескольких десятилетий, пока эти команды вновь не встретились в 1980 году, и их соперничество снова набрало обороты.
Эти два клуба находились в одном дивизионе вплоть до 1998 года, когда «Фулхэм» все же впервые в своей истории вышел в Премьер-лигу, где с тех пор уже провел несколько сезонов. Но в 1980-х и 1990-х годах, это соперничество производило много больших и спорных моментов.

### Результаты

#### Чемпионат
| Дата             | Стадион      | Результат | Турнир              |
| ---------------- | ------------ | --------- | ------------------- |
| 22 декабря 1928  | Гриффин Парк | 1:2       | Третий дивизион Юг  |
| 22 февраля 1930  | Гриффин Парк | 5:1       | Третий дивизион Юг  |
| 17 сентября 1930 | Гриффин Парк | 4:1       | Третий дивизион Юг  |
| 25 декабря 1931  | Гриффин Парк | 0:0       | Третий дивизион Юг  |
| 3 марта 1934     | Гриффин Парк | 1:2       | Второй дивизион (с) |
| 15 сентября 1934 | Гриффин Парк | 1:0       | Второй дивизион (с) |
| 20 декабря 1947  | Гриффин Парк | 0:2       | Второй дивизион (с) |
| 6 апреля 1949    | Гриффин Парк | 0:0       | Второй дивизион (с) |
| 8 ноября 1952    | Гриффин Парк | 2:2       | Второй дивизион (с) |
| 29 августа 1953  | Гриффин Парк | 2:1       | Второй дивизион (с) |
| 13 сентября 1980 | Гриффин Парк | 1:3       | Третий дивизион (с) |
| 23 января 1982   | Гриффин Парк | 0:1       | Третий дивизион (с) |
| 1 февраля 1987   | Гриффин Парк | 3:3       | Третий дивизион (с) |
| 14 февраля 1988  | Гриффин Парк | 3:1       | Третий дивизион (с) |
| 24 марта 1989    | Гриффин Парк | 0:1       | Третий дивизион (с) |
| 28 октября 1989  | Гриффин Парк | 2:0       | Третий дивизион (с) |
| 16 апреля 1991   | Гриффин Парк | 1:2       | Третий дивизион (с) |
| 26 апреля 1992   | Гриффин Парк | 4:0       | Третий дивизион (с) |
| 9 апреля 1994    | Гриффин Парк | 1:2       | Второй дивизион (н) |
| 11 апреля 1998   | Гриффин Парк | 0:2       | Второй дивизион (н) |
| 21 ноября 2014   | Гриффин Парк | 2:1       | Чемпионшип          |
| 30 апреля 2016   | Гриффин Парк | 3:0       | Чемпионшип          |

| «Брентфорд» | «Ничья» | «Фулхэм» | «ГЗ» | «ГП» | «±» | «Всего» |
| ----------- | ------- | -------- | ---- | ---- | --- | ------- |
| 9           | 4       | 9        | 36   | 27   | +9  | 22      |

| Дата            | Стадион         | Результат | Турнир              |
| --------------- | --------------- | --------- | ------------------- |
| 4 мая 1929      | Крейвен Коттедж | 1:0       | Третий дивизион Юг  |
| 19 октября 1929 | Крейвен Коттедж | 2:0       | Третий дивизион Юг  |
| 8 сентября 1930 | Крейвен Коттедж | 1:1       | Третий дивизион Юг  |
| 26 декабря 1931 | Крейвен Коттедж | 2:1       | Третий дивизион Юг  |
| 21 октября 1933 | Крейвен Коттедж | 1:1       | Второй дивизион (с) |
| 27 августа 1934 | Крейвен Коттедж | 2:2       | Второй дивизион (с) |
| 23 августа 1947 | Крейвен Коттедж | 5:0       | Второй дивизион (с) |
| 23 апреля 1949  | Крейвен Коттедж | 2:1       | Второй дивизион (с) |
| 28 марта 1953   | Крейвен Коттедж | 5:0       | Второй дивизион (с) |
| 2 января 1954   | Крейвен Коттедж | 4:1       | Второй дивизион (с) |
| 7 февраля 1981  | Крейвен Коттедж | 1:1       | Третий дивизион (с) |
| 29 августа 1981 | Крейвен Коттедж | 1:2       | Третий дивизион (с) |
| 3 сентября 1986 | Крейвен Коттедж | 1:3       | Третий дивизион (с) |
| 12 декабря 1987 | Крейвен Коттедж | 2:2       | Третий дивизион (с) |
| 2 января 1989   | Крейвен Коттедж | 3:3       | Третий дивизион (с) |
| 10 апреля 1990  | Крейвен Коттедж | 1:0       | Третий дивизион (с) |
| 23 апреля 1991  | Крейвен Коттедж | 0:1       | Третий дивизион (с) |
| 5 октября 1991  | Крейвен Коттедж | 0:1       | Третий дивизион (с) |
| 1 января 1994   | Крейвен Коттедж | 0:0       | Второй дивизион (н) |
| 2 декабря 1997  | Крейвен Коттедж | 1:1       | Второй дивизион (н) |
| 3 апреля 2015   | Крейвен Коттедж | 1:4       | Чемпионшип          |
| 12 декабря 2015 | Крейвен Коттедж | 2:2       | Чемпионшип          |

| «Фулхэм» | «Ничья» | «Брентфорд» | «ГЗ» | «ГП» | «±» | «Всего» |
| -------- | ------- | ----------- | ---- | ---- | --- | ------- |
| 8        | 9       | 5           | 38   | 27   | +11 | 22      |

#### Кубок Футбольной ассоциации
| Дата          | Хозяева   | Счёт | Гости     | Стадион         |
| ------------- | --------- | ---- | --------- | --------------- |
| 8 января 1938 | Брентфорд | 3:1  | Фулхэм    | Гриффин Парк    |
| 4 ноября 1980 | Фулхэм    | 1:0  | Брентфорд | Крейвен Коттедж |

| «Брентфорд» | «Ничья» | «Фулхэм» | «Всего» |
| ----------- | ------- | -------- | ------- |
| 1           | 0       | 1        | 2       |

#### Кубок Футбольной лиги
| Дата            | Хозяева   | Счёт | Гости     | Стадион         |
| --------------- | --------- | ---- | --------- | --------------- |
| 30 августа 1988 | Фулхэм    | 2:2  | Брентфорд | Крейвен Коттедж |
| 6 сентября 1988 | Брентфорд | 1:0  | Фулхэм    | Гриффин Парк    |
| 18 августа 1992 | Фулхэм    | 0:2  | Брентфорд | Крейвен Коттедж |
| 25 августа 1992 | Брентфорд | 0:2  | Фулхэм    | Гриффин Парк    |
| 26 августа 2014 | Брентфорд | 0:1  | Фулхэм    | Гриффин Парк    |

| «Брентфорд» | «Ничья» | «Фулхэм» | «Всего» |
| ----------- | ------- | -------- | ------- |
| 3           | 1       | 1        | 5       |

#### Общая статистика
| «Брентфорд» | «Ничья» | «Фулхэм» | «Всего» |
| ----------- | ------- | -------- | ------- |
| 18          | 14      | 19       | 51      |

## «Брентфорд» и «Куинз Парк Рейнджерс»
Соперничество футбольных клубов «Брентфорд» и «Куинз Парк Рейнджерс» — футбольное лондонское дерби между командами «Брентфорд» и «Куинз Парк Рейнджерс». «Брентфорд» и «Куинз Парк Рейнджерс» часто пересекались в кубках местного значения и низших лигах в начале XX века. Непростые отношения между клубами основываются не только на территориальной близости. В 1967 году «Куинз Парк Рейнджерс» попытался завладеть «Брентфордом». Целью был роспуск «Брентфорда» и переезд «Куинз Парк Рейнджерс» на «Гриффин Парк». Болельщикам «Брентфорда» удалось отстоять команду, но отношения между соседями испортились окончательно.

### Результаты

#### Чемпионат
| Дата             | Стадион      | Результат | Турнир              |
| ---------------- | ------------ | --------- | ------------------- |
| 25 декабря 1920  | Гриффин Парк | 0:2       | Третий дивизион (с) |
| 22 октября 1921  | Гриффин Парк | 5:1       | Третий дивизион Юг  |
| 11 сентября 1922 | Гриффин Парк | 1:3       | Третий дивизион Юг  |
| 1 сентября 1923  | Гриффин Парк | 0:1       | Третий дивизион Юг  |
| 11 октября 1924  | Гриффин Парк | 0:1       | Третий дивизион Юг  |
| 26 сентября 1925 | Гриффин Парк | 1:2       | Третий дивизион Юг  |
| 11 сентября 1926 | Гриффин Парк | 4:2       | Третий дивизион Юг  |
| 21 января 1928   | Гриффин Парк | 0:3       | Третий дивизион Юг  |
| 22 сентября 1928 | Гриффин Парк | 1:1       | Третий дивизион Юг  |
| 21 апреля 1930   | Гриффин Парк | 3:0       | Третий дивизион Юг  |
| 1 ноября 1930    | Гриффин Парк | 5:3       | Третий дивизион Юг  |
| 29 августа 1931  | Гриффин Парк | 1:0       | Третий дивизион Юг  |
| 31 декабря 1932  | Гриффин Парк | 2:0       | Третий дивизион Юг  |
| 5 марта 1949     | Гриффин Парк | 0:3       | Второй дивизион (с) |
| 31 августа 1949  | Гриффин Парк | 0:2       | Второй дивизион (с) |
| 2 декабря 1950   | Гриффин Парк | 2:1       | Второй дивизион (с) |
| 9 февраля 1952   | Гриффин Парк | 0:0       | Второй дивизион (с) |
| 4 сентября 1954  | Гриффин Парк | 1:1       | Третий дивизион Юг  |
| 30 августа 1955  | Гриффин Парк | 2:0       | Третий дивизион Юг  |
| 19 апреля 1957   | Гриффин Парк | 2:0       | Третий дивизион Юг  |
| 21 декабря 1957  | Гриффин Парк | 1:1       | Третий дивизион Юг  |
| 11 апреля 1959   | Гриффин Парк | 1:0       | Третий дивизион (с) |
| 16 апреля 1960   | Гриффин Парк | 1:1       | Третий дивизион (с) |
| 27 сентября 1960 | Гриффин Парк | 2:0       | Третий дивизион (с) |
| 16 декабря 1961  | Гриффин Парк | 1:4       | Третий дивизион (с) |
| 29 февраля 1964  | Гриффин Парк | 2:2       | Третий дивизион (с) |
| 20 февраля 1965  | Гриффин Парк | 5:2       | Третий дивизион (с) |
| 21 августа 1965  | Гриффин Парк | 6:1       | Третий дивизион (с) |
| 24 ноября 2001   | Гриффин Парк | 0:0       | Второй дивизион (н) |
| 19 апреля 2003   | Гриффин Парк | 1:2       | Второй дивизион (н) |
| 14 февраля 2004  | Гриффин Парк | 1:1       | Второй дивизион (н) |
| 30 октября 2015  | Гриффин Парк | 1:0       | Чемпионшип          |

| «Брентфорд» | «Ничья» | КПР | «ГЗ» | «ГП» | «±» | «Всего» |
| ----------- | ------- | --- | ---- | ---- | --- | ------- |
| 14          | 8       | 10  | 52   | 40   | +12 | 32      |

| Дата             | Стадион     | Результат | Турнир              |
| ---------------- | ----------- | --------- | ------------------- |
| 27 декабря 1920  | Лофтус Роуд | 1:0       | Третий дивизион (с) |
| 29 октября 1921  | Лофтус Роуд | 1:1       | Третий дивизион Юг  |
| 9 декабря 1922   | Лофтус Роуд | 1:1       | Третий дивизион Юг  |
| 25 августа 1923  | Лофтус Роуд | 1:0       | Третий дивизион Юг  |
| 14 февраля 1925  | Лофтус Роуд | 1:0       | Третий дивизион Юг  |
| 6 февраля 1926   | Лофтус Роуд | 1:1       | Третий дивизион Юг  |
| 5 мая 1927       | Лофтус Роуд | 1:1       | Третий дивизион Юг  |
| 10 сентября 1927 | Лофтус Роуд | 2:3       | Третий дивизион Юг  |
| 2 февраля 1929   | Лофтус Роуд | 2:2       | Третий дивизион Юг  |
| 18 апреля 1930   | Лофтус Роуд | 2:1       | Третий дивизион Юг  |
| 7 марта 1931     | Лофтус Роуд | 3:1       | Третий дивизион Юг  |
| 2 января 1932    | Лофтус Роуд | 1:2       | Третий дивизион Юг  |
| 27 августа 1932  | Лофтус Роуд | 2:3       | Третий дивизион Юг  |
| 9 октября 1948   | Лофтус Роуд | 2:0       | Второй дивизион (с) |
| 24 августа 1949  | Лофтус Роуд | 3:3       | Второй дивизион (с) |
| 27 января 1951   | Лофтус Роуд | 1:1       | Второй дивизион (с) |
| 29 сентября 1951 | Лофтус Роуд | 3:1       | Второй дивизион (с) |
| 15 января 1955   | Лофтус Роуд | 1:1       | Третий дивизион Юг  |
| 22 августа 1955  | Лофтус Роуд | 1:1       | Третий дивизион Юг  |
| 22 апреля 1957   | Лофтус Роуд | 2:2       | Третий дивизион Юг  |
| 24 августа 1957  | Лофтус Роуд | 1:0       | Третий дивизион Юг  |
| 22 ноября 1958   | Лофтус Роуд | 1:2       | Третий дивизион (с) |
| 31 октября 1959  | Лофтус Роуд | 2:4       | Третий дивизион (с) |
| 19 сентября 1960 | Лофтус Роуд | 0:0       | Третий дивизион (с) |
| 19 августа 1961  | Лофтус Роуд | 3:0       | Третий дивизион (с) |
| 20 марта 1964    | Лофтус Роуд | 2:2       | Третий дивизион (с) |
| 9 октября 1964   | Лофтус Роуд | 1:3       | Третий дивизион (с) |
| 29 января 1966   | Лофтус Роуд | 1:0       | Третий дивизион (с) |
| 13 апреля 2002   | Лофтус Роуд | 0:0       | Второй дивизион (н) |
| 21 декабря 2002  | Лофтус Роуд | 1:1       | Второй дивизион (н) |
| 11 ноября 2003   | Лофтус Роуд | 1:0       | Второй дивизион (н) |
| 12 марта 2016    | Лофтус Роуд | 3:0       | Чемпионшип          |

| КПР | «Ничья» | «Брентфорд» | «ГЗ» | «ГП» | «±» | «Всего» |
| --- | ------- | ----------- | ---- | ---- | --- | ------- |
| 12  | 14      | 6           | 48   | 37   | +11 | 32      |

#### Кубок Футбольной ассоциации
| Дата            | Хозяева   | Счёт | Гости     | Стадион      |
| --------------- | --------- | ---- | --------- | ------------ |
| 9 февраля 1946  | Брентфорд | 0:0  | КПР       | Гриффин Парк |
| 14 февраля 1946 | КПР       | 1:3  | Брентфорд | Лофтус Роуд  |
| 12 января 1952  | Брентфорд | 3:1  | КПР       | Гриффин Парк |

| «Брентфорд» | «Ничья» | КПР | «Всего» |
| ----------- | ------- | --- | ------- |
| 2           | 1       | 0   | 3       |

#### Общая статистика
| «Брентфорд» | «Ничья» | КПР | «Всего» |
| ----------- | ------- | --- | ------- |
| 22          | 23      | 22  | 67      |

## «Челси» и «Фулхэм»
Соперничество футбольных клубов «Челси» и «Фулхэм» — футбольное лондонское дерби между командами «Челси» и «Фулхэм». В 1904 году бизнесмен Гас Мирс обратился к руководству «Фулхэма» с предложением о переезде команды с «Крейвен Коттедж» на только что купленный им «Стэмфорд Бридж». «Фулхэм» отказался от переезда, и Мирс, чтобы стадион не простаивал, создал свой клуб — «Челси». Пик противостояния пришёлся на период между мировыми войнами. После Второй мировой войны «Фулхэм» бо́льшую часть времени проводил в низших лигах и только в 2001 году вернулся в элитный дивизион.

### Результаты

#### Чемпионат
| Дата             | Стадион        | Результат | Турнир              |
| ---------------- | -------------- | --------- | ------------------- |
| 8 апреля 1911    | Стэмфорд Бридж | 2:0       | Второй дивизион (с) |
| 26 декабря 1911  | Стэмфорд Бридж | 1:0       | Второй дивизион (с) |
| 11 октября 1924  | Стэмфорд Бридж | 0:0       | Второй дивизион (с) |
| 26 сентября 1925 | Стэмфорд Бридж | 4:0       | Второй дивизион (с) |
| 25 сентября 1926 | Стэмфорд Бридж | 2:2       | Второй дивизион (с) |
| 21 января 1928   | Стэмфорд Бридж | 2:1       | Второй дивизион (с) |
| 21 января 1950   | Стэмфорд Бридж | 0:0       | Первый дивизион (с) |
| 9 декабря 1950   | Стэмфорд Бридж | 2:0       | Первый дивизион (с) |
| 8 сентября 1951  | Стэмфорд Бридж | 2:1       | Первый дивизион (с) |
| 13 февраля 1960  | Стэмфорд Бридж | 4:2       | Первый дивизион (с) |
| 4 февраля 1961   | Стэмфорд Бридж | 2:1       | Первый дивизион (с) |
| 2 сентября 1961  | Стэмфорд Бридж | 0:0       | Первый дивизион (с) |
| 7 марта 1964     | Стэмфорд Бридж | 1:2       | Первый дивизион (с) |
| 12 сентября 1964 | Стэмфорд Бридж | 1:0       | Первый дивизион (с) |
| 5 февраля 1966   | Стэмфорд Бридж | 2:1       | Первый дивизион (с) |
| 4 марта 1967     | Стэмфорд Бридж | 0:0       | Первый дивизион (с) |
| 26 августа 1967  | Стэмфорд Бридж | 1:1       | Первый дивизион (с) |
| 6 апреля 1976    | Стэмфорд Бридж | 0:0       | Второй дивизион (с) |
| 27 декабря 1976  | Стэмфорд Бридж | 2:0       | Второй дивизион (с) |
| 27 октября 1979  | Стэмфорд Бридж | 0:2       | Второй дивизион (с) |
| 28 декабря 1982  | Стэмфорд Бридж | 0:0       | Второй дивизион (с) |
| 7 апреля 1984    | Стэмфорд Бридж | 4:0       | Второй дивизион (с) |
| 6 марта 2002     | Стэмфорд Бридж | 3:2       | Премьер-лига        |
| 26 апреля 2003   | Стэмфорд Бридж | 1:1       | Премьер-лига        |
| 20 марта 2004    | Стэмфорд Бридж | 2:1       | Премьер-лига        |
| 23 апреля 2005   | Стэмфорд Бридж | 3:1       | Премьер-лига        |
| 26 декабря 2005  | Стэмфорд Бридж | 3:2       | Премьер-лига        |
| 30 декабря 2006  | Стэмфорд Бридж | 2:2       | Премьер-лига        |
| 29 сентября 2007 | Стэмфорд Бридж | 0:0       | Премьер-лига        |
| 2 мая 2009       | Стэмфорд Бридж | 3:1       | Премьер-лига        |
| 28 декабря 2009  | Стэмфорд Бридж | 2:1       | Премьер-лига        |
| 10 ноября 2010   | Стэмфорд Бридж | 1:0       | Премьер-лига        |
| 26 декабря 2011  | Стэмфорд Бридж | 1:1       | Премьер-лига        |
| 29 ноября 2012   | Стэмфорд Бридж | 0:0       | Премьер-лига        |
| 21 сентября 2013 | Стэмфорд Бридж | 2:0       | Премьер-лига        |

| «Челси» | «Ничья» | «Фулхэм» | «ГЗ» | «ГП» | «±» | «Всего» |
| ------- | ------- | -------- | ---- | ---- | --- | ------- |
| 20      | 13      | 2        | 55   | 25   | +30 | 35      |

| Дата             | Стадион         | Результат | Турнир              |
| ---------------- | --------------- | --------- | ------------------- |
| 3 декабря 1910   | Крейвен Коттедж | 1:0       | Второй дивизион (с) |
| 25 декабря 1911  | Крейвен Коттедж | 0:1       | Второй дивизион (с) |
| 14 февраля 1925  | Крейвен Коттедж | 1:2       | Второй дивизион (с) |
| 6 февраля 1926   | Крейвен Коттедж | 0:3       | Второй дивизион (с) |
| 12 февраля 1927  | Крейвен Коттедж | 1:2       | Второй дивизион (с) |
| 10 сентября 1927 | Крейвен Коттедж | 1:1       | Второй дивизион (с) |
| 17 сентября 1949 | Крейвен Коттедж | 1:1       | Первый дивизион (с) |
| 27 апреля 1951   | Крейвен Коттедж | 1:2       | Первый дивизион (с) |
| 5 января 1952    | Крейвен Коттедж | 1:2       | Первый дивизион (с) |
| 26 сентября 1959 | Крейвен Коттедж | 1:3       | Первый дивизион (с) |
| 17 сентября 1960 | Крейвен Коттедж | 3:2       | Первый дивизион (с) |
| 13 января 1962   | Крейвен Коттедж | 3:4       | Первый дивизион (с) |
| 26 октября 1963  | Крейвен Коттедж | 0:1       | Первый дивизион (с) |
| 16 января 1965   | Крейвен Коттедж | 1:2       | Первый дивизион (с) |
| 28 августа 1965  | Крейвен Коттедж | 0:3       | Первый дивизион (с) |
| 29 октября 1966  | Крейвен Коттедж | 1:3       | Первый дивизион (с) |
| 23 декабря 1967  | Крейвен Коттедж | 2:2       | Первый дивизион (с) |
| 27 сентября 1975 | Крейвен Коттедж | 2:0       | Второй дивизион (с) |
| 8 апреля 1977    | Крейвен Коттедж | 3:1       | Второй дивизион (с) |
| 8 марта 1980     | Крейвен Коттедж | 1:2       | Второй дивизион (с) |
| 2 апреля 1983    | Крейвен Коттедж | 1:1       | Второй дивизион (с) |
| 8 октября 1983   | Крейвен Коттедж | 3:5       | Второй дивизион (с) |
| 30 сентября 2001 | Крейвен Коттедж | 1:1       | Премьер-лига        |
| 23 сентября 2002 | Крейвен Коттедж | 0:0       | Премьер-лига        |
| 20 декабря 2003  | Крейвен Коттедж | 0:1       | Премьер-лига        |
| 13 ноября 2004   | Крейвен Коттедж | 1:4       | Премьер-лига        |
| 19 марта 2006    | Крейвен Коттедж | 1:0       | Премьер-лига        |
| 23 сентября 2006 | Крейвен Коттедж | 0:2       | Премьер-лига        |
| 1 января 2008    | Крейвен Коттедж | 1:2       | Премьер-лига        |
| 28 декабря 2008  | Крейвен Коттедж | 2:2       | Премьер-лига        |
| 23 августа 2009  | Крейвен Коттедж | 0:2       | Премьер-лига        |
| 14 февраля 2011  | Крейвен Коттедж | 0:0       | Премьер-лига        |
| 9 апреля 2012    | Крейвен Коттедж | 1:1       | Премьер-лига        |
| 17 апреля 2013   | Крейвен Коттедж | 0:3       | Премьер-лига        |
| 1 марта 2014     | Крейвен Коттедж | 1:3       | Премьер-лига        |

| «Фулхэм» | «Ничья» | «Челси» | «ГЗ» | «ГП» | «±» | «Всего» |
| -------- | ------- | ------- | ---- | ---- | --- | ------- |
| 5        | 9       | 21      | 36   | 64   | -28 | 35      |

#### Кубок Футбольной ассоциации
| Дата            | Хозяева | Счёт | Гости  | Стадион         |
| --------------- | ------- | ---- | ------ | --------------- |
| 19 февраля 1936 | Челси   | 0:0  | Фулхэм | Стэмфорд Бридж  |
| 24 февраля 1936 | Фулхэм  | 3:2  | Челси  | Крейвен Коттедж |
| 21 января 1939  | Челси   | 3:0  | Фулхэм | Стэмфорд Бридж  |
| 10 февраля 1951 | Челси   | 1:1  | Фулхэм | Стэмфорд Бридж  |
| 14 февраля 1951 | Фулхэм  | 3:0  | Челси  | Крейвен Коттедж |
| 14 апреля 2002  | Фулхэм  | 0:1  | Челси  | Крейвен Коттедж |

| «Челси» | «Ничья» | «Фулхэм» | «Всего» |
| ------- | ------- | -------- | ------- |
| 2       | 2       | 2        | 6       |

#### Кубок Футбольной лиги
| Дата             | Хозяева | Счёт | Гости  | Стадион         |
| ---------------- | ------- | ---- | ------ | --------------- |
| 29 октября 1985  | Челси   | 1:1  | Фулхэм | Стэмфорд Бридж  |
| 6 ноября 1985    | Фулхэм  | 0:1  | Челси  | Крейвен Коттедж |
| 30 ноября 2004   | Фулхэм  | 1:2  | Челси  | Крейвен Коттедж |
| 21 сентября 2011 | Челси   | 0:0  | Фулхэм | Стэмфорд Бридж  |

| «Челси» | «Ничья» | «Фулхэм» | «Всего» |
| ------- | ------- | -------- | ------- |
| 2       | 2       | 0        | 4       |

#### Общая статистика
| «Челси» | «Ничья» | «Фулхэм» | «Всего» |
| ------- | ------- | -------- | ------- |
| 45      | 26      | 9        | 80      |

## «Челси» и «Куинз Парк Рейнджерс»
Соперничество футбольных клубов «Челси» и «Куинз Парк Рейнджерс» — футбольное лондонское дерби между командами «Челси» и «Куинз Парк Рейнджерс». По истории и статистике противостояний самыми интересными являются матчи «Челси» и «Куинз Парк Рейнджерс». У этих команд даже разница мячей до сих пор паритетная. Пара в историческом плане действительно ровная, и до недавней встречи в рамках Кубка Англии, когда мяч после удара Клаудио Писарро отскочил от штанги и спины голкипера «Куинз Парк Рейнджерс» Ли Кемпа в ворота и помог «синим» минимально победить, в разнице мячей было преимущество «обручей».
Самым знаменитым матчем, безусловно, является избиение «Челси» в 1986 году, которое до сих пор вспоминается фанатами обеих команд. Тогда у «рейнджеров», проводивших свои домашние матчи на экспериментальном «пластиковом» газоне, игра пошла, чего не скажешь о «синих». Гари Баннистер оформил хет-трик, Джон Бирн — дубль, а довершил разгром Лерой Росиньор. Интересно, что «Челси» тогда был далеко не «мальчиком для битья», формально претендуя даже на чемпионство, но два провальных поединка (перед матчем с «Куинз Парк Рейнджерс» «синие» проиграли еще и «Вест Хэм Юнайтед» со счётом 0:4) поставили крест на чемпионских амбициях Кена Бейтса и его команды. Так уж получилось, что дороги команд разошлись, и выросло новое поколение болельщиков, которое уже сомневается в принципиальности матчей «Челси» — «Куинз Парк Рейнджерс». А ведь в самом первом сезоне Премьер-лиги именно «Куинз Парк Рейнджерс» был чемпионом Лондона, то есть командой, занявшей самое высокое место в таблице среди столичных клубов. «Рейнджеры» вылетели из элиты в сезоне 1995/96 и вернулись только в сезоне 2010/11. А в это время «Челси», получив богатого спонсора, превратился в гранда английского футбола, завоевав новые трофеи, популярность и болельщиков.

### Результаты

#### Чемпионат
| Дата            | Стадион        | Результат | Турнир              |
| --------------- | -------------- | --------- | ------------------- |
| 19 апреля 1969  | Стэмфорд Бридж | 2:1       | Первый дивизион (с) |
| 23 февраля 1974 | Стэмфорд Бридж | 3:3       | Первый дивизион (с) |
| 28 декабря 1974 | Стэмфорд Бридж | 0:3       | Первый дивизион (с) |
| 2 мая 1978      | Стэмфорд Бридж | 3:1       | Первый дивизион (с) |
| 17 марта 1979   | Стэмфорд Бридж | 1:3       | Первый дивизион (с) |
| 2 апреля 1980   | Стэмфорд Бридж | 0:2       | Второй дивизион (с) |
| 30 августа 1980 | Стэмфорд Бридж | 1:1       | Второй дивизион (с) |
| 10 апреля 1982  | Стэмфорд Бридж | 2:1       | Второй дивизион (с) |
| 4 апреля 1983   | Стэмфорд Бридж | 0:2       | Второй дивизион (с) |
| 6 апреля 1985   | Стэмфорд Бридж | 1:0       | Первый дивизион (с) |
| 19 марта 1986   | Стэмфорд Бридж | 1:1       | Первый дивизион (с) |
| 1 января 1987   | Стэмфорд Бридж | 3:1       | Первый дивизион (с) |
| 26 декабря 1987 | Стэмфорд Бридж | 1:1       | Первый дивизион (с) |
| 22 августа 1989 | Стэмфорд Бридж | 1:1       | Первый дивизион (с) |
| 12 января 1991  | Стэмфорд Бридж | 2:0       | Первый дивизион (с) |
| 18 апреля 1992  | Стэмфорд Бридж | 2:1       | Первый дивизион (с) |
| 29 августа 1992 | Стэмфорд Бридж | 1:0       | Премьер-лига        |
| 25 августа 1993 | Стэмфорд Бридж | 2:0       | Премьер-лига        |
| 29 апреля 1995  | Стэмфорд Бридж | 1:0       | Премьер-лига        |
| 23 марта 1996   | Стэмфорд Бридж | 1:1       | Премьер-лига        |
| 28 апреля 2012  | Стэмфорд Бридж | 6:1       | Премьер-лига        |
| 2 января 2013   | Стэмфорд Бридж | 0:1       | Премьер-лига        |
| 1 ноября 2014   | Стэмфорд Бридж | 2:1       | Премьер-лига        |

| «Челси» | «Ничья» | КПР | «ГЗ» | «ГП» | «±» | «Всего» |
| ------- | ------- | --- | ---- | ---- | --- | ------- |
| 12      | 6       | 5   | 36   | 26   | +10 | 23      |

| Дата             | Стадион     | Результат | Турнир              |
| ---------------- | ----------- | --------- | ------------------- |
| 14 сентября 1968 | Лофтус Роуд | 0:4       | Первый дивизион (с) |
| 6 октября 1973   | Лофтус Роуд | 1:1       | Первый дивизион (с) |
| 18 марта 1975    | Лофтус Роуд | 1:0       | Первый дивизион (с) |
| 24 сентября 1977 | Лофтус Роуд | 1:1       | Первый дивизион (с) |
| 4 ноября 1978    | Лофтус Роуд | 0:0       | Первый дивизион (с) |
| 18 декабря 1979  | Лофтус Роуд | 2:2       | Второй дивизион (с) |
| 17 января 1981   | Лофтус Роуд | 1:0       | Второй дивизион (с) |
| 26 декабря 1981  | Лофтус Роуд | 0:2       | Второй дивизион (с) |
| 27 декабря 1982  | Лофтус Роуд | 1:2       | Второй дивизион (с) |
| 26 декабря 1984  | Лофтус Роуд | 2:2       | Первый дивизион (с) |
| 31 марта 1986    | Лофтус Роуд | 6:0       | Первый дивизион (с) |
| 18 апреля 1987   | Лофтус Роуд | 1:1       | Первый дивизион (с) |
| 12 сентября 1987 | Лофтус Роуд | 3:1       | Первый дивизион (с) |
| 9 декабря 1989   | Лофтус Роуд | 4:2       | Первый дивизион (с) |
| 1 сентября 1990  | Лофтус Роуд | 1:0       | Первый дивизион (с) |
| 21 сентября 1991 | Лофтус Роуд | 2:2       | Первый дивизион (с) |
| 27 января 1993   | Лофтус Роуд | 1:1       | Премьер-лига        |
| 13 апреля 1994   | Лофтус Роуд | 1:1       | Премьер-лига        |
| 22 марта 1995    | Лофтус Роуд | 1:0       | Премьер-лига        |
| 2 января 1996    | Лофтус Роуд | 1:2       | Премьер-лига        |
| 23 октября 2011  | Лофтус Роуд | 1:0       | Премьер-лига        |
| 15 сентября 2012 | Лофтус Роуд | 0:0       | Премьер-лига        |
| 12 апреля 2015   | Лофтус Роуд | 0:1       | Премьер-лига        |

| КПР | «Ничья» | «Челси» | «ГЗ» | «ГП» | «±» | «Всего» |
| --- | ------- | ------- | ---- | ---- | --- | ------- |
| 8   | 10      | 5       | 31   | 25   | +6  | 23      |

#### Кубок Футбольной ассоциации
| Дата            | Хозяева | Счёт | Гости | Стадион        |
| --------------- | ------- | ---- | ----- | -------------- |
| 21 февраля 1970 | КПР     | 2:4  | Челси | Лофтус Роуд    |
| 5 января 1974   | Челси   | 0:0  | КПР   | Стэмфорд Бридж |
| 15 января 1974  | КПР     | 1:0  | Челси | Лофтус Роуд    |
| 29 января 1996  | КПР     | 1:2  | Челси | Лофтус Роуд    |
| 5 января 2008   | Челси   | 1:0  | КПР   | Стэмфорд Бридж |
| 28 января 2012  | КПР     | 0:1  | Челси | Лофтус Роуд    |

| «Челси» | «Ничья» | КПР | «Всего» |
| ------- | ------- | --- | ------- |
| 4       | 1       | 1   | 6       |

#### Кубок Футбольной лиги
| Дата             | Хозяева | Счёт | Гости | Стадион        |
| ---------------- | ------- | ---- | ----- | -------------- |
| 22 января 1986   | КПР     | 1:1  | Челси | Лофтус Роуд    |
| 29 января 1986   | Челси   | 0:2  | КПР   | Стэмфорд Бридж |
| 23 сентября 2009 | Челси   | 1:0  | КПР   | Стэмфорд Бридж |

| «Челси» | «Ничья» | КПР | «Всего» |
| ------- | ------- | --- | ------- |
| 1       | 1       | 1   | 3       |

#### Общая статистика
| «Челси» | «Ничья» | КПР | «Всего» |
| ------- | ------- | --- | ------- |
| 22      | 18      | 15  | 55      |

## «Фулхэм» и «Куинз Парк Рейнджерс»
Соперничество футбольных клубов «Фулхэм» и «Куинз Парк Рейнджерс» — футбольное лондонское дерби между командами «Фулхэм» и «Куинз Парк Рейнджерс». Противостояние этих клубов началось, ещё когда «Челси» не было и в помине. В 1892 году «Куинз Парк Рейнджерс» выиграл у «Фулхэма» финал Кубка Западного Лондона. В следующие несколько лет «Куинз Парк Рейнджерс» продолжил выигрывать кубки, а «Фулхэм» отыгрался в Лиге Западного Лондона. В 20-м веке клубы в основном играли в разных дивизионах. Ближе всего друг к другу они оказались в 2002—2004 годах, когда «Фулхэм» и «Куинз Парк Рейнджерс» делили «Лофтус Роуд», пока «Крейвен Коттедж» был на реконструкции.

### Результаты

#### Чемпионат
| Дата             | Стадион         | Результат | Турнир              |
| ---------------- | --------------- | --------- | ------------------- |
| 26 января 1929   | Крейвен Коттедж | 5:0       | Третий дивизион Юг  |
| 3 мая 1930       | Крейвен Коттедж | 0:2       | Третий дивизион Юг  |
| 7 февраля 1931   | Крейвен Коттедж | 0:2       | Третий дивизион Юг  |
| 28 декабря 1931  | Крейвен Коттедж | 1:3       | Третий дивизион Юг  |
| 2 октября 1948   | Крейвен Коттедж | 5:0       | Второй дивизион (с) |
| 31 августа 1971  | Крейвен Коттедж | 0:3       | Второй дивизион (с) |
| 17 октября 1972  | Крейвен Коттедж | 0:2       | Второй дивизион (с) |
| 19 января 1980   | Крейвен Коттедж | 0:2       | Второй дивизион (с) |
| 7 сентября 1982  | Крейвен Коттедж | 1:1       | Второй дивизион (с) |
| 18 сентября 1999 | Крейвен Коттедж | 1:0       | Первый дивизион (н) |
| 10 марта 2001    | Крейвен Коттедж | 2:0       | Первый дивизион (н) |
| 2 октября 2011   | Крейвен Коттедж | 6:0       | Премьер-лига        |
| 1 апреля 2013    | Крейвен Коттедж | 3:2       | Премьер-лига        |
| 22 сентября 2015 | Крейвен Коттедж | 4:0       | Чемпионшип          |

| «Фулхэм» | «Ничья» | КПР | «ГЗ» | «ГП» | «±» | «Всего» |
| -------- | ------- | --- | ---- | ---- | --- | ------- |
| 6        | 1       | 6   | 25   | 15   | +10 | 14      |

| Дата             | Стадион     | Результат | Турнир              |
| ---------------- | ----------- | --------- | ------------------- |
| 15 сентября 1928 | Лофтус Роуд | 2:1       | Третий дивизион Юг  |
| 16 сентября 1929 | Лофтус Роуд | 0:0       | Третий дивизион Юг  |
| 4 октября 1930   | Лофтус Роуд | 0:2       | Третий дивизион Юг  |
| 23 апреля 1932   | Лофтус Роуд | 3:1       | Третий дивизион Юг  |
| 26 февраля 1949  | Лофтус Роуд | 1:0       | Второй дивизион (с) |
| 25 апреля 1972   | Лофтус Роуд | 0:0       | Второй дивизион (с) |
| 28 апреля 1973   | Лофтус Роуд | 2:0       | Второй дивизион (с) |
| 8 сентября 1979  | Лофтус Роуд | 3:0       | Второй дивизион (с) |
| 8 мая 1983       | Лофтус Роуд | 3:1       | Второй дивизион (с) |
| 28 февраля 2000  | Лофтус Роуд | 0:0       | Первый дивизион (н) |
| 31 января 2001   | Лофтус Роуд | 0:2       | Первый дивизион (н) |
| 25 февраля 2012  | Лофтус Роуд | 0:1       | Премьер-лига        |
| 15 декабря 2012  | Лофтус Роуд | 2:1       | Премьер-лига        |
| 13 февраля 2016  | Лофтус Роуд | 1:3       | Чемпионшип          |

| КПР | «Ничья» | «Фулхэм» | «ГЗ» | «ГП» | «±» | «Всего» |
| --- | ------- | -------- | ---- | ---- | --- | ------- |
| 8   | 3       | 4        | 20   | 14   | +6  | 14      |

#### Кубок Футбольной ассоциации
| Дата           | Хозяева | Счёт | Гости  | Стадион         |
| -------------- | ------- | ---- | ------ | --------------- |
| 13 января 1906 | Фулхэм  | 1:0  | КПР    | Крейвен Коттедж |
| 1 января 1972  | КПР     | 1:1  | Фулхэм | Лофтус Роуд     |
| 1 января 1972  | Фулхэм  | 2:1  | КПР    | Крейвен Коттедж |
| 1 января 1979  | Фулхэм  | 2:0  | КПР    | Крейвен Коттедж |

| «Фулхэм» | «Ничья» | КПР | «Всего» |
| -------- | ------- | --- | ------- |
| 3        | 1       | 0   | 4       |

#### Кубок Футбольной лиги
| Дата          | Хозяева | Счёт | Гости | Стадион         |
| ------------- | ------- | ---- | ----- | --------------- |
| 1 января 1971 | Фулхэм  | 2:0  | КПР   | Крейвен Коттедж |

| «Фулхэм» | «Ничья» | КПР | «Всего» |
| -------- | ------- | --- | ------- |
| 1        | 0       | 0   | 1       |

#### Общая статистика
| «Фулхэм» | «Ничья» | КПР | «Всего» |
| -------- | ------- | --- | ------- |
| 15       | 5       | 13  | 33      |